# آنا نيلسون
آنا نيلسون هي عارضة ومؤدية وراقصة ومبدعة ومخرجة وممثلة أمريكية وسويدية، ولدت في 30 مارس 1888 في السويد، وتوفيت في 11 فبراير 1974 في الولايات المتحدة بسبب قصور القلب. بدأت مشوارها المهني سنة 1911.

## أعمال

### أفلام
- (1947) ابنة المزارع
- (1950) سانسيت بوليفارد
- (1951) أمريكي في باريس
- (1954) سبع عرائس لسبعة إخوة

## وصلات خارجية
- آنا نيلسون على موقع IMDb (الإنجليزية)
- آنا نيلسون على موقع ألو سيني (الفرنسية)
- آنا نيلسون على موقع أول موفي (الإنجليزية)
- آنا نيلسون على موقع قاعدة بيانات الأفلام السويدية (السويدية)
- آنا نيلسون على موقع قاعدة بيانات الفيلم (الإنجليزية)
- آنا نيلسون على موقع كينوبويسك (الروسية)